# 甕津半島
甕津半島（オンジンはんとう、おうしんはんとう、朝鮮語: 옹진반도）は、朝鮮民主主義人民共和国黄海南道西海岸の半島。黄海に複葉状に延びた滅悪山脈の支脈を中心とし、全体は低い丘陵地で、海岸は複雑なリアス式海岸となっている。

## 産業
7mもの潮差で良港には恵まれないが、漁場としては良好でありイシモチなど魚類の絶好の産卵地となっている。海苔の養殖とタコ、イワシの漁獲が多い。
金、銅、鉄、亜鉛、鉛などの地下資源が点在し、海州市から延びた甕津線によって運ばれる。

## 歴史
この半島は現在北朝鮮の支配地域にあるが、38度線の南にあり、かつては韓国の飛び地であった。
元来黄海道であったが当時米軍は京畿道に管轄させ、当時の道庁所在地ソウルから統治していた。
1950年6月25日、朝鮮戦争が勃発して朝鮮人民軍が侵攻、韓国軍第17連隊は36時間の抵抗の末、船で仁川へ撤退。1100人のうち326人が戦死し、一般住民を合わせると1300人が犠牲になったという。
こうして半島本土は北朝鮮が支配するところとなったが、西側沖合いの白翎島など島嶼部は占領されずに韓国の支配地域として残され、現在では仁川広域市の一部として管轄されている。